# Polyplacophora
I Poliplacofori, chiamati normalmente Chitoni dal nome del genere tipo (Chiton), sono molluschi marini alghivori.

## Descrizione
L'identificazione è semplice grazie alla conchiglia dorsale ovale, costituita da piastre embricate ed articolate (8 nelle specie attuali) che danno anche il nome alla classe. Tali piastre, costituite da tre strati principali, sono incluse nel mantello il quale si estende fino al margine dell'animale formando il perinoto, un lembo cuticolarizzato che circonda e collega le piastre e ne permette l'articolazione, data la sua flessibilità.
Dotati di radula e di larva pseudotrocofora , conservano la metameria, già rilevata nei Monoplacofori, nelle valve della conchiglia e nelle branchie a ctenidio, ripetute in serie. L'animale, visto dal basso, presenta un capo distinto, sprovvisto di tentacoli, il piede tipicamente allungato, circondato da un solco palleale contenente le branchie.
I poliplacofori sono un gruppo antico, esistente già nel Cambriano con 430 forme fossili identificate, e sopravvissuto fino ai giorni nostri con circa 940 specie marine, tipiche di ambienti intertidali, ove resistono alla violenza delle onde grazie al piede che esercita una funzione di potente ventosa ed alla forma appiattita. Il grande piede muscoloso che fa salda presa sulle rocce, il perinoto flessibile e le piastre articolate permettono a questi molluschi di piegarsi ed ancorarsi fortemente adattandosi ad ogni asperità ed irregolarità della roccia.
Il tubo digerente è lungo e forma delle anse, ed è presente un epatopancreas. Il cuore, costituito da un ventricolo mediano e da due atrii laterali, è circondato da una cavità pericardica indipendente dalla gonade. L'escrezione è affidata a due metanefridi laterali e solitamente ramificati, in rapporto con la cavità pericardica e che terminano a livello della settima piastra con una o due aperture nefridiali. Il sistema nervoso è cordonale; da un cingolo periesofageo si dipartono quattro cordoni longitudinali, due mediali e due laterali.
Sulle piastre si trovano numerosissimi piccoli pori colmati da cellule di natura sensoriale (esteti), comunicanti fra loro attraverso fibrille nervose. La bocca presenta organi gustativi.
I sessi sono separati; la grossa gonade è situata dorsalmente ed è provvista di due pori genitali che si aprono in prossimità dei pori escretori. Mancano di organi copulatori e, per questo, si assiste a fecondazione esterna.

## Habitat e distribuzione
I poliplacofori sono animali esclusivamente marini. Essi vivono sui fondali (sono bentonici) e prediligono i suoli rocciosi o comunque compatti. Alcune specie popolano le zone intertidali e sono quindi esposti all'aria e alla luce per periodi significativi.
I poliplacofori sono distribuiti in tutti e tre gli oceani e nei mari collegati. Sono presenti anche nel Mediterraneo e segnatamente nei mari italiani. Si stima tuttavia che la massima diversità di specie si trovi nel Pacifico.

## Tassonomia
In questa classe sono riconosciuti una sottoclasse e due ordini. Una seconda sottoclasse (Palaeoloricata) è estinta.
- Sottoclasse Neoloricata Bergenhayn, 1955
  - Ordine Chitonida Thiele, 1909
    - Sottordine Acanthochitonina Bergenhayn, 1930
      - Superfamiglia Cryptoplacoidea H. Adams & A. Adams, 1858
        - Famiglia Acanthochitonidae Pilsbry, 1893
          - Acanthochitona Gray, 1821
          - BassethulliaPilsbry, 1928
          - Choneplax Carpenter MS, Dall, 1882
          - Craspedochiton Shuttleworth, 1853
          - Craspedoplax Iredale & Hull, 1925
          - Cryptoconchus Blainville MS, Burrow, 1815
          - Leptoplax Dall, 1882
          - Notoplax H. Adams, 1861
          - Pseudotonicia Ashby, 1928

        - Famiglia Choriplacidae Ashby, 1928
          - Choriplax Pilsbry, 1894

        - Famiglia Cryptoplacidae H. Adams & A. Adams, 1858
          - Cryptoplax Blainville, 1818

        - Famiglia Hemiarthridae Sirenko, 1997
          - Hemiarthrum Carpenter in Dall, 1876
          - Weedingia Kaas, 1988

      - Superfamiglia Mopalioidea Dall, 1889
        - Famiglia Lepidochitonidae Iredale, 1914
          - JuvenichitonSirenko, 1975
          - MicichitonSirenko, 1975
          - NanichitonSirenko, 1975
          - CyanoplaxPilsbry, 1892
          - LepidochitonaGray, 1821
          - NuttalinaCarpenter in Dall, 1871
          - NuttallinaCarpenter MS, Dall, 1871
          - ParticulazonaKaas, 1993
          - SpongioradsiaPilsbry, 1894

        - Famiglia Mopaliidae Dall, 1889
          - Cryptochitonvon Middendorff, 1847
          - KatharinaGray, 1847
          - AmiculaGray, 1847
          - BoreochitonG.O. Sars, 1878
          - DendrochitonBerry, 1911
          - GallardoiaSirenko, 2007
          - MopaliaGray, 1847
          - MopaliellaThiele, 1909
          - NuttallochitonPlate, 1899
          - PlaciphorellaDall, 1879
          - PlaciphorinaKaas & Van Belle, 1994
          - PlacophoraVerrill & Smith, 1882
          - TonicellaCarpenter, 1873

        - Famiglia Schizoplacidae Bergenhayn, 1955
          - Schizoplax Dall, 1878

    - Sottordine ChitoninaThiele, 1909
      - Superfamiglia Chitonoidea Rafinesque, 1815
        - Famiglia Callistoplacidae Pilsbry, 1893
          - Callistelasma Iredale & Hull, 1925
          - CallistochitonCarpenter MS, Dall, 1879
          - CallistoplaxCarpenter MS, Dall, 1882
          - CalloplaxThiele, 1909
          - CeratozonaDall, 1882
          - IschnoplaxDall, 1879

        - Famiglia Callochitonidae Plate, 1901
          - CallochitonGray, 1847
          - EudoxochitonShuttleworth, 1853
          - LeloupiaKaas & Van Belle, 1990
          - QuaestiplaxIredale & Hull, 1929
          - VermichitonKaas, 1991

        - Famiglia Chaetopleuridae Plate, 1899
          - ChaetopleuraShuttleworth, 1853
          - DinoplaxCarpenter MS, Dall, 1882

        - Famiglia ChitonidaeRafinesque, 1815
          - AcanthopleuraGuilding, 1829
          - EnoplochitonGray, 1847
          - LiolophuraPilsbry, 1893
          - SquamopleuraNierstrasz, 1905
          - ChitonLinnaeus, 1758
          - GymnoplaxGray, 1821
          - RadsiaGray, 1847
          - SypharochitonThiele, 1893
          - RapanuiaDell'Angelo, Raines & Bonfitto, 2004
          - LucilinaDall, 1882
          - OnithochitonGray, 1847
          - ToniciaGray, 1847

        - Famiglia Ischnochitonidae Dall, 1889
          - BathychitonDell'Angelo & Palazzi, 1988
          - ConnexochitonKaas, 1979
          - GurjanovilliaYakovleva, 1952
          - IschnochitonGray, 1847
          - LepidozonaPilsbry, 1892
          - RadsiellaPilsbry, 1892
          - StenochitonH. Adams & Angas, 1864
          - Stenosemusvon Middendorff, 1847
          - SubterenochitonIredale & Hull, 1924
          - ThermochitonSaito & Okutani, 1990
          - TonicinaThiele, 1906
          - TripoplaxBerry, 1919

        - Famiglia Loricidae Iredale & Hull, 1923
          - ComponochitonMilne, 1963
          - LoricaH. Adams & A. Adams, 1852
          - LoricellaPilsbry, 1893
          - SinoloricaXu, 1990
          - SquamophoraNierstrasz, 1905

      - Superfamiglia Schizochitonoidea Dall, 1889
        - Famiglia Schizochitonidae Dall, 1889
          - SchizochitonGray, 1847

  - Ordine Lepidopleurida Thiele, 1909
    - Sottordine LepidopleurinaThiele, 1909
      - Famiglia Abyssochitonidae dell'Angelo & Palazzi, 1989
        - FerreiraellaSirenko, 1988

      - Famiglia Hanleyidae Bergenhayn, 1955
        - HanleyaGray, 1857

      - Famiglia Leptochitonidae Dall, 1889
        - DeshayesiellaCarpenter in Dall, 1879
        - LepidopleurusRisso, 1826
        - LeptochitonGray, 1847
        - OldroydiaDall, 1894
        - ParachitonThiele, 1909
        - Pilsbryella(Nierstrasz, 1905)

      - Famiglia Nierstraszellidae Sirenko, 1992
        - NierstraszellaSirenko, 1992

      - Famiglia Protochitonidae Ashby, 1925†
        - HanleyellaSirenko, 1973